# Broadway (Virgínia)
Broadway é uma cidade  localizada no estado norte-americano de Virginia, no Condado de Rockingham.

## Demografia
Segundo o censo norte-americano de 2000, a sua população era de 2192 habitantes. 
Em 2006, foi estimada uma população de 2903, um aumento de 711 (32.4%).

## Geografia
De acordo com o United States Census Bureau tem uma área de 
4,7 km², dos quais 4,7 km² cobertos por terra e 0,0 km² cobertos por água. Broadway localiza-se a aproximadamente 343 m acima do nível do mar.

## Localidades na vizinhança
O diagrama seguinte representa as localidades num raio de 24 km ao redor de Broadway. 